# Willa Bliźniacza w Gdyni
Willa Bliźniacza w Gdyni – zabytkowa willa w Gdyni. Mieści się w dzielnicy Kamienna Góra przy ul. Korzeniowskiego 25/25a.
Została zbudowana w 1937 roku. Od 1983 widnieje w rejestrze zabytków.